# Maßstabsebene
Maßstabsebene bezeichnet eine Festlegung für die Betrachtung eines Ausschnittes der Erdoberfläche nach einer relativen Raumgröße. Begriffe wie „lokal“, „zonal“ oder „global“ bezeichnen eine jeweilige Maßstabsebene. Sie soll eine vergleichende Vorstellung ermöglichen und dient der Kommunikation in den verschiedenen Fachbereichen der Geographie – insbesondere in der politischen Geographie, aber auch in der Ökologie.
Die Abgrenzung ist meist unscharf und relativ auf die verwendeten Ebenen bezogen. So ist eine gedankliche Einsortierung nach Flächengrößen nur dann möglich, wenn es sich um eine Betrachtung handelt, die mehrere Ebenen nebeneinander stellt.
Obgleich die Begriffe nicht immer klar definiert sind, kann man folgende Gliederung häufig verwendeter Begriffe vornehmen:
- global – die gesamte Erde betreffend
- geozonal – gürtelförmig zwischen den Polen um die Erde angeordnete Räume
- regional – auf großräumige Bereiche der Erdoberfläche bezogen
- national – in den Grenzen bestimmter Staaten
- lokal – kleinräumige Bereiche der Erdoberfläche

Für die absoluten Flächengrößen gibt es keine festgelegten Regeln. So kann eine lokale Maßstabsebene je nach Autor von wenigen Quadratmetern bis zu hunderten Quadratkilometern groß sein. Dies ist abhängig vom jeweiligen Kontext. Für die Regionen Europas schlägt Werner Bätzing von der Friedrich-Alexander-Universität Erlangen-Nürnberg folgende Maßstabsebenen vor:
- Mikroregion – größer als Gemeinden, jedoch meist kleiner als österreichische oder deutsche Bundesländer
- Mesoregion – etwa von der Größe der vorgenannten Bundesländer bis zu kleinen europäischen Staaten
- Makroregion – große Teilräume Europas, z. B. gegliedert in 10 Teilräume

Bätzing plädiert ganz allgemein für eine klare Definitionsfestlegung der Begrifflichkeiten.